# Anders Thornberg
Bengt Anders Ingvar Thornberg, född 25 juli 1959 i Halmstads församling i Hallands län, är en svensk ämbetsman. Den 1 december 2023 tillträdde Thornberg som landshövding i Hallands län, efter en lång karriär som polis, varav drygt 30 år vid Säkerhetspolisen och fem år som rikspolischef.

## Biografi
Anders Thornberg utbildade sig först till reservofficer och tog sedan examen vid Polishögskolan (1982). Han inledde sin karriär som polis i Stockholms polisdistrikt. Där arbetade han på Södermalm som ordningspolis och mot gatulangning. År 1986 började han på Säkerhetspolisen, där han tjänstgjorde som bland annat spanare, handläggare, utredare och källdrivare. Han var 2004–2008 kommunikationsdirektör och ansvarade därtill för internationell samverkan. Därefter var han 2008–2011 operativ chef hos Säkerhetspolisen, 2011–2012 biträdande säkerhetspolischef och 2012-2018 säkerhetspolischef.
Thornberg utsågs till rikspolischef den 1 februari 2018 med tillträde den 15 februari. I samband med tillträdet kritiserades Säkerhetspolisen för att under Thornbergs tjänstgöringstid ha misslyckats med att förhindra terrorattentatet på Drottninggatan 2017. Detta inträffade, trots att gärningsmannen var ett ärende för Säkerhetspolisen under tiden som han planerade terrorattentatet. Senare uppmärksammades att Säkerhetspolisens misslyckats att stoppa Transportstyrelsens överföring av delar av myndighetens IT-drift till IBM, också detta under Thornbergs tid som chef.
Thornberg är bror till jazzmusikern Per Thornberg.

## Utredningen om Mats Löfving
Efter en omfattande mediebevakning tillsatte Anders Thornberg i december 2022 en utredning där juristen Runar Viksten skulle gå till botten med uppgifterna rörande Mats Löfvings beslut om olika befogenheter för polisen Linda Staaf. Den 22 februari 2023 presenterade Viksten sin utredning på en presskonferens; hans slutsats var att Löfving varit jävig och att rikspolischefen borde överväga, att skilja honom från hans anställning. Enligt Viksten hade rikspolischefen inte gjort några fel. Thornberg höll samma dag en presskonferens där han sade, att han skulle hålla ett arbetsrättsligt samtal med Löfving. Samma kväll hittades Löfving död i sitt hem. Thornberg har fått kritik för att utredningen, med integritetskänsliga uppgifter, presenterades på presskonferenser, innan han hade talat med Löfving.